# Верхнее (Архангельская область)
Ве́рхнее — деревня в Холмогорском районе Архангельской области.

## География
Находится в центральной части Архангельской области на расстоянии приблизительно 47 км на юг по прямой от административного центра района села Холмогоры на правобережье реки Северная Двина.

## История
Уже в 1939 году отмечалась в составе Ракульского сельсовета Холмогорского района. До 2022 года входила в Ракульское сельское поселение до его упразднения.

## Население
Численность населения: 4 человека (русские 100 %) в 2002 году, 3 в 2010.